# Kumçiftlik, Niksar
Kumçiftlik là một xã thuộc huyện Niksar, tỉnh Tokat, Thổ Nhĩ Kỳ. Dân số thời điểm năm 2011 là 230 người.